# Krmelec

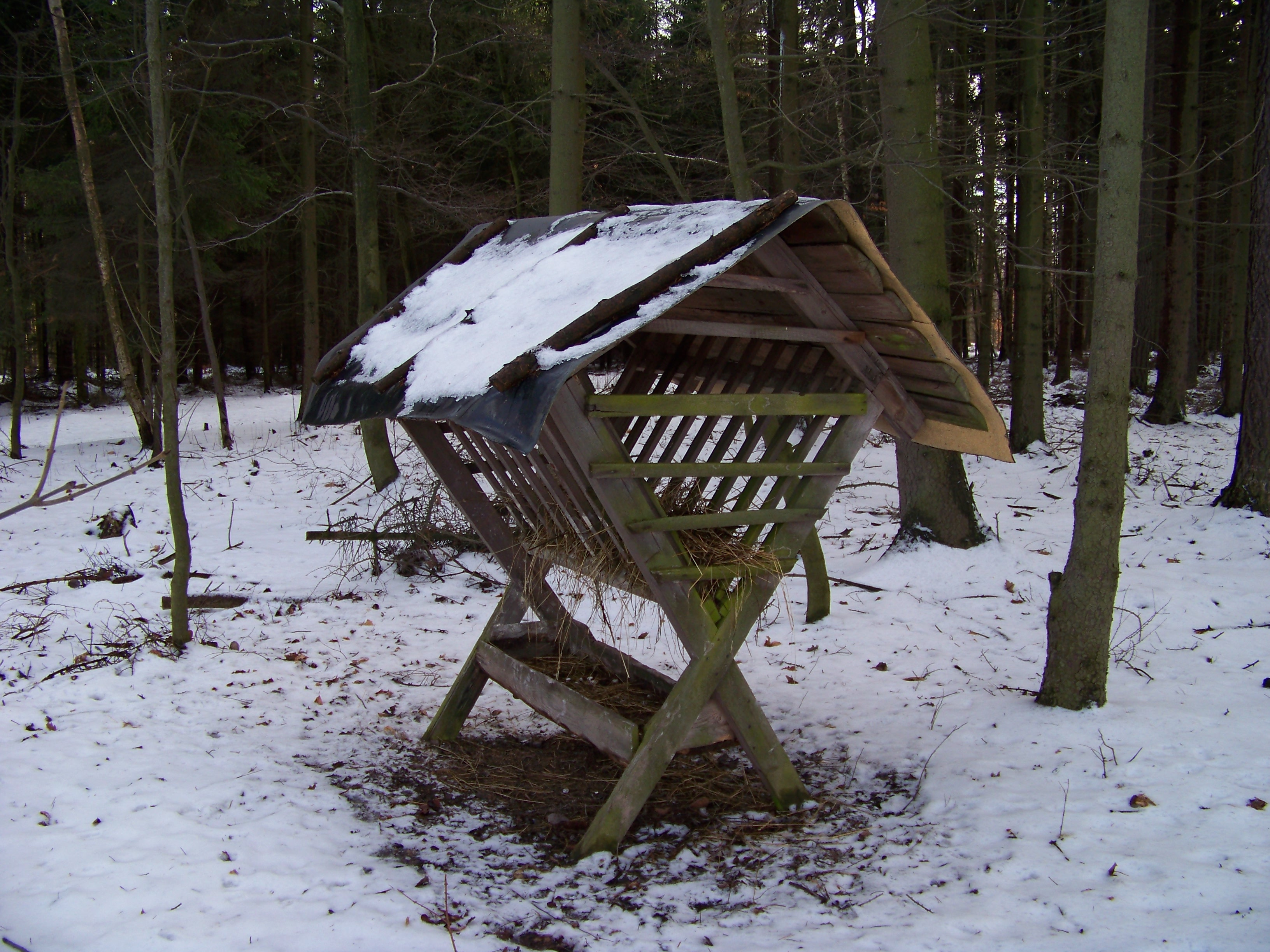
Krmelec

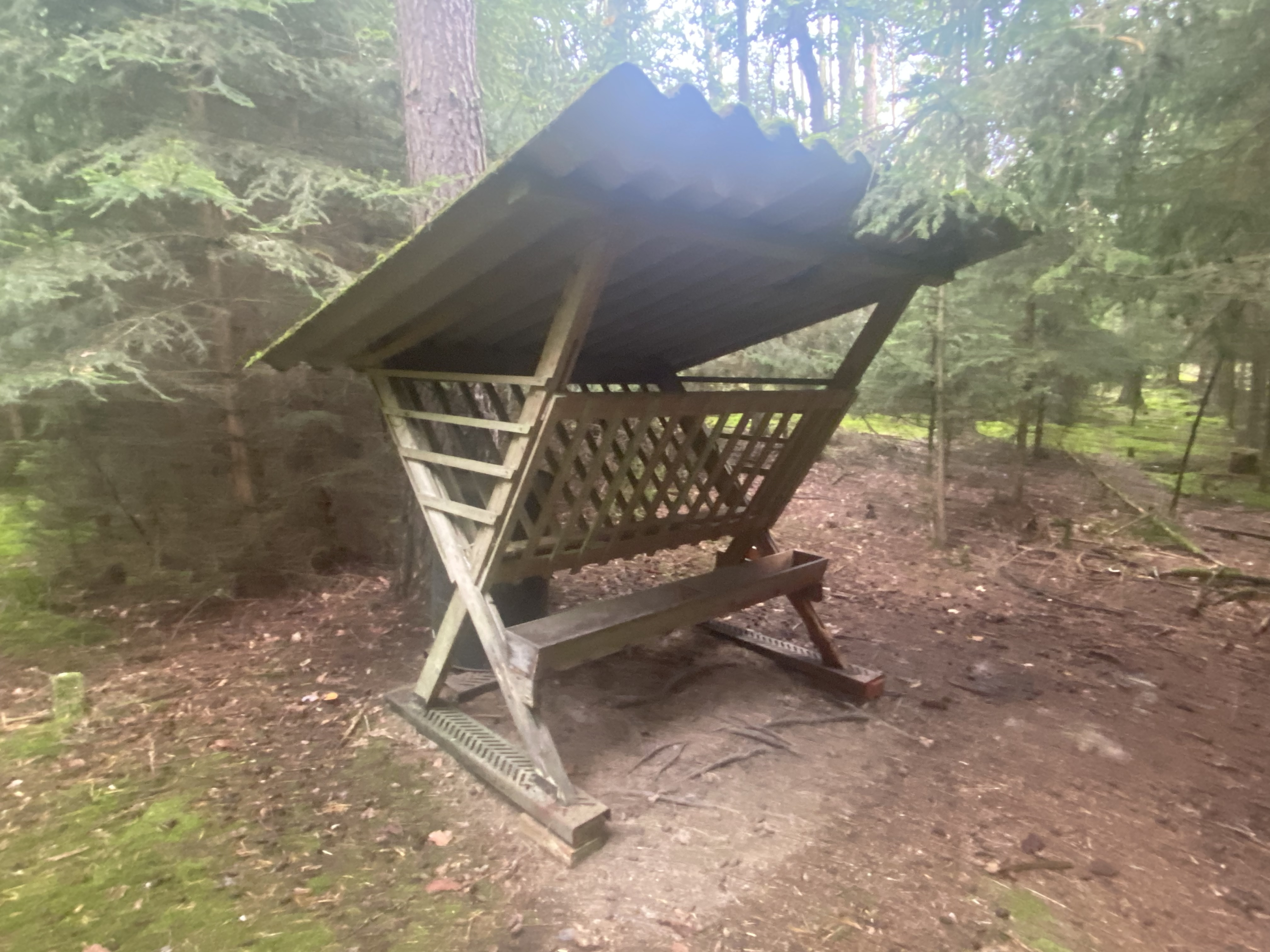
Krmelec v lese

Krmelec je jednoduchá dřevěná stavba umístěná nejčastěji v lese, která slouží pro přikrmování zvěře. Jako jesle se označuje krmítko pro zvěř i pro domácí dobytek a díky příběhu o narození Ježíše Krista je známé pro označení jesliček a dětských jeslí.
Přikrmování se obvykle provádí v zimním období, kdy je nedostatek potravy a není k dispozici zelené píce. Do krmelce se zakládá seno pro přikrmování lesních savců z čeledě jelenovitých (jelen, daněk, srnec apod.). Kromě toho bývají krmelce ještě doplněny o korýtka, kam se vkládá tzv. liz, což jsou obvykle větší hroudy kamenné či hořečnaté soli, které zvířata v případě potřeby olizují a doplňují si tak chybějící tělesné soli.